# Дредлоки

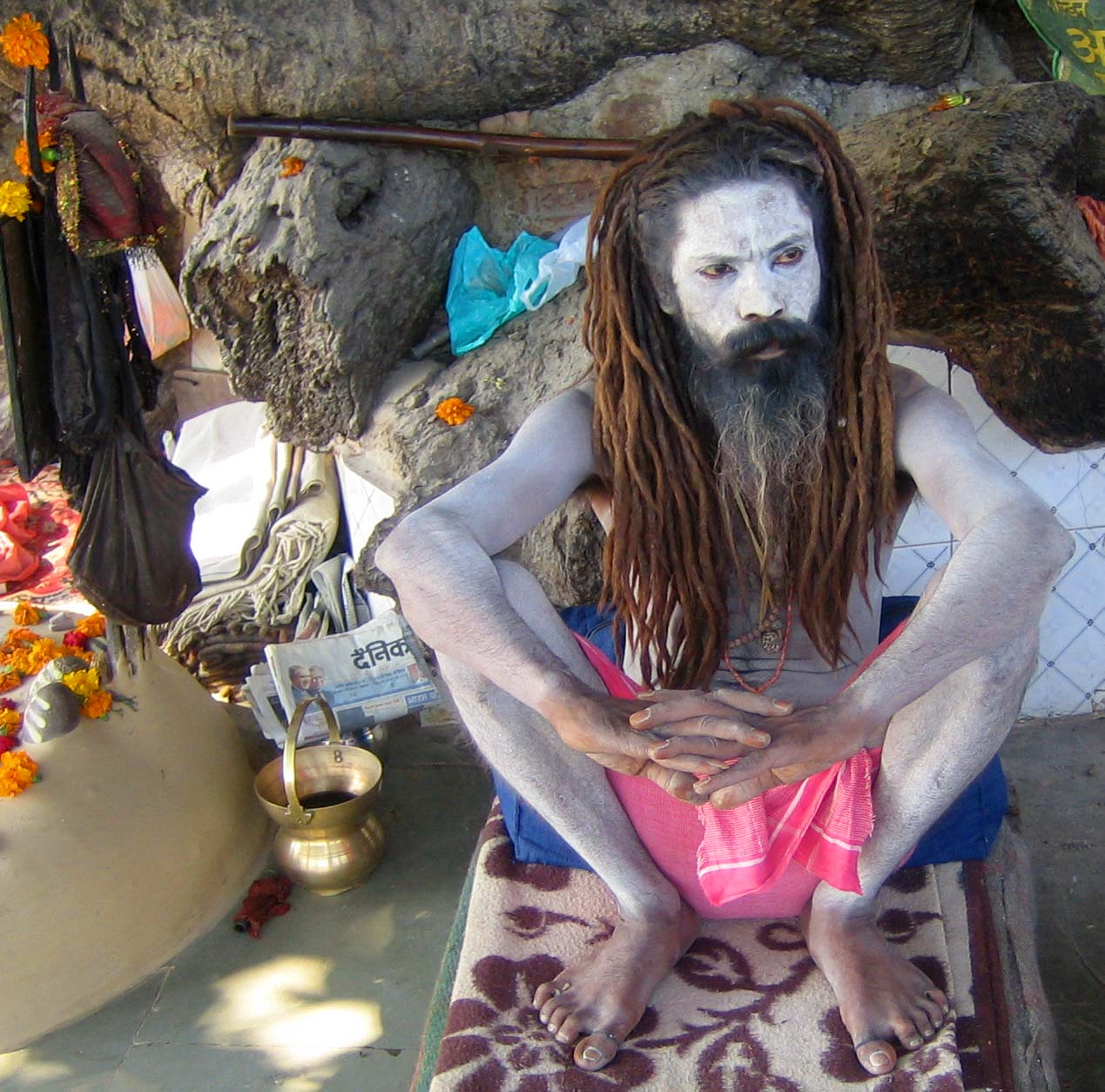
Садху с естественными дредлоками

Дредлоки, локи, дреды (от англ. dreadlocks; устрашающие локоны) — наиболее известное наименование спутанных в локоны волос, которые образуются естественным (если отказаться от ухода за волосами длительное время) или искусственным путём (благодаря определённым методам спутывания волос в локоны).
Подобная причёска является универсальной и очень древней, потому что на протяжении веков встречается у различных народов и культур в разных уголках мира.

## История

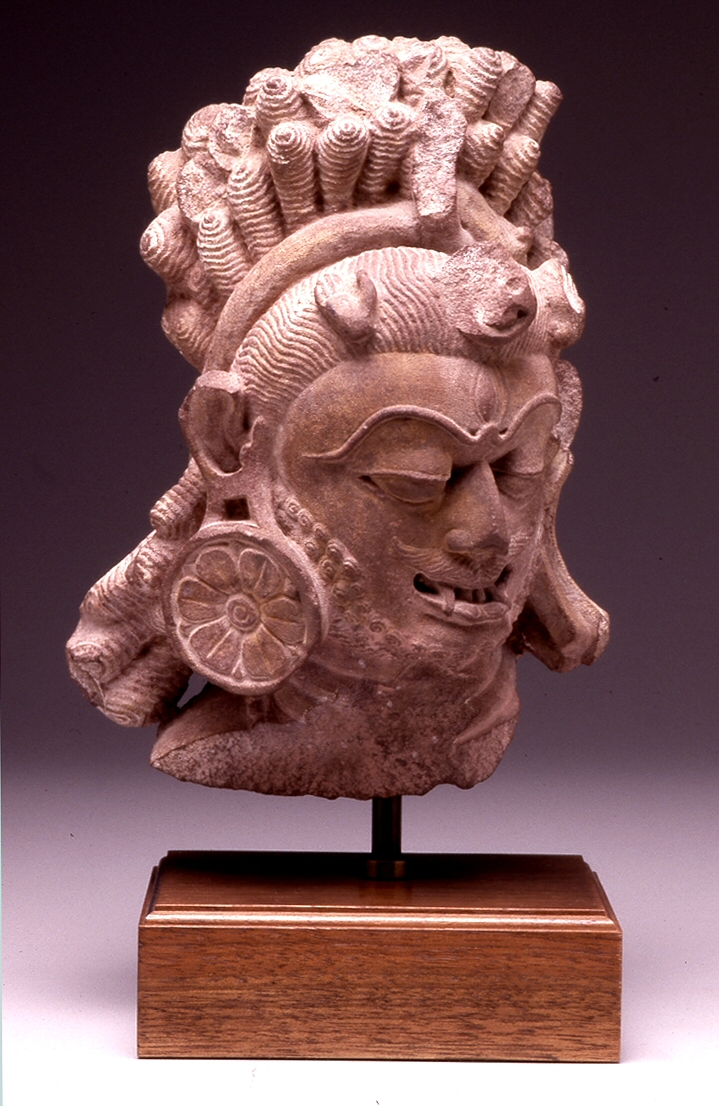
Голова Шивы в образе Бхайравы

Согласно археологическим раскопкам, первые признаки возникновения дредлоков восходят к глубокой древности в эпоху первобытных людей, заселявших территории Северной Африки и полуострова Сомали. В процессе миграции человека из Африки данный феномен распространился и закрепился в совершенно разных местах. В разное время дреды были характерны для кельтов, древних германцев, некоторых народов Тихого океана, ацтеков, а также для представителей отдельных направлений основных религий: это и иудейские назореи, и индуистские садху, и исламские дервиши, и христиане-копты.
Одни из первых известных упоминаний о дредах можно найти в хрониках династий Древнего Египта, где дреды зафиксированы на барельефах, скульптурах и других артефактах как у членов царской семьи, так и у простолюдинов. Известны примеры мумифицированных останков древних египтян с дредами, а также парики с дредами, найденные во время археологических раскопок.
Самое древнее документированное упоминание о дредах можно встретить в одном из разделов Ригведы (Ригведа, 10/136), который называется Кеши-сукта («Слава косматым»). Гимн священного писания посвящён Кешинам, или скитающимся бездомным аскетам со спутанными длинным волосами, тела которых покрыты погребальным пеплом.

## Растафарианство
Сам термин dreadlocks возник на Ямайке в 50-х годах XX века, когда причёска стала популярна в одной из культур растафари. Свалявшиеся локоны шокировали публику, которая окрестила их «дредлокс» (жуткие локоны, патлы). Растафари подхватили новое слово, называя себя «Дредлок», «Дред» или же «Натти Дред» («натти» — искаж. англ.  «курчавый», презрительное прозвище чернокожего, вывернутое растафари наизнанку). Традиционная причёска ямайских растафарианцев.
Многие растафари считают ношение дредов прямым следованием одной из заповедей назорейства, упоминаемой в Ветхом Завете. Числа 6:1—5:

И сказал Господь Моисею, говоря:
объяви сынам Израилевым и скажи им: если мужчина или женщина решится дать обет назорейства, чтобы посвятить себя в назореи Господу
[...]
Во все дни обета назорейства его бритва не должна касаться головы его; до исполнения дней, на которые он посвятил себя в назореи Господу, свят он: должен растить волосы на голове своей.

По мнению растафариан, эта древняя причёска, напоминающая гриву льва, должна придавать носителю силу и мужество. Библейский Самсон, обладавший необыкновенной физической силой, источник которой был в его длинных волосах, нарушил заповеди назорейства и, лишившись источника своего могущества, был побеждён.
Однако в растафарианстве существует много течений, и не все придерживаются того мнения, что «львиная грива» является обязательной для раста. Например, растафарианцам, принявшим крещение в Эфиопской церкви в 1976 году, было указано постричься, как подобает.

## Нынешнее значение и популярность
Дреды могут быть способом выражения религиозных убеждений, национальной гордости, антиполитическим символом или просто данью моде.
Часто дредлоки являются признаком принадлежности определённой субкультуре молодёжи, которая сформировалась под влиянием музыкального стиля регги. Дредлоки распространены и в движении ню-метал.
В настоящее время дредлоки носят как представители андеграунд-техно-культуры, выражающие свой протест намеренно «асоциальной» причёской, так и те, кто считает дредлоки просто модной деталью стиля.

## Методы заплетения дредлоков

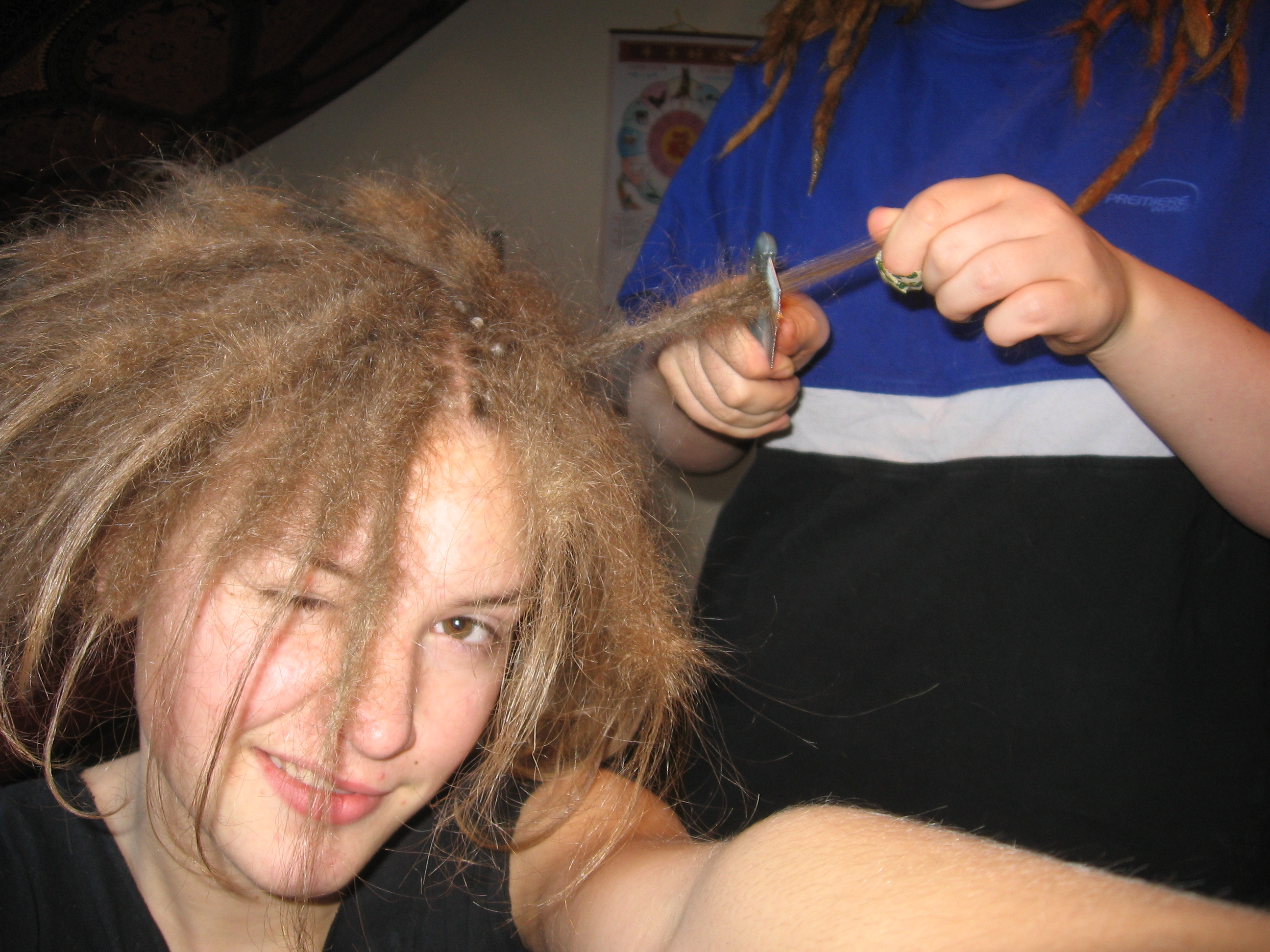
Заплетение дредов

Существует множество способов изготовления дредов, самый простой из которых — перестать расчёсывать волосы. Такой способ подходит для людей с любым типом волос. Используя этот способ, можно получить дреды за период от 6 месяцев до 2 лет. Благодаря заблуждению, что прямые волосы плохо сваливаются в дредлоки, многие люди с такой структурой волос используют начес. Волосы собираются в пучки и начёсываются от корней к кончикам металлической расчёской (можно использовать гребёнки для расчёсывания шерсти животных). После этого выбившиеся волосы вправляют в дредлок при помощи вязального крючка. В результате такого плетения дредлок можно спокойно расплести при помощи жёсткой вязальной спицы (начиная распутывать от кончиков и переходя постепенно к корням). Впоследствии голову можно мыть раз в 1-2 недели, кому-то достаточно и 1 раза в месяц. Плетение может оказаться большим стрессом для головы, может появиться перхоть. Главное вовремя среагировать и предпринять меры — как минимум обратиться к своему мастеру. Вопреки расхожему мнению, вши в дредах сами по себе не заводятся. Педикулез можно только подхватить от другого носителя.

## Уход
Заплетённые в дредлоки волосы можно мыть обыкновенным образом.
Большинство обладателей дредлоков моют свои волосы несколько реже, чем обычно, так как волосы в дредах становятся жирными намного медленнее. Предпочтение часто отдаётся морской или просто солёной воде.